# Arcidiecéze krakovská
Arcidiecéze krakovská (latinsky Cracovien(sis), polsky Archidiecezja krakowska) je římskokatolická arcidiecéze, nacházející se v Polsku ve městě Krakov. Založena byla kolem roku 1000.

## Historie
Krakovské biskupství bylo založeno již kolem roku 1000 vydělením z poznaňského biskupství. Roku 1925 byla tato diecéze povýšena na arcidiecézi. Kromě metropolitního pallia mají krakovští arcibiskupové i právo užívat rationale.

## Současný stav
Současným arcibiskupem-metropolitou je Mons. Marek Jędraszewski. Emeritním arcibiskupem je Mons. Stanisław Dziwisz. Pod metropolitní jurisdikcí se nacházejí další tři biskupství – bílsko–żywiecké, kielecké a tarnowské. Diecézním a metropolitním kostelem je katedrála na Wawelu.
V roce 2013 byla návštěvnost nedělních bohoslužeb v rámci arcidiecéze 51,3%.

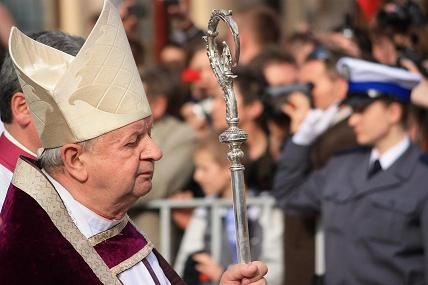
Bývalý arcibiskup Stanisław Dziwisz